# Phare de Carysfort Reef
Le phare de Carysfort Reef (en anglais : Carysfort Reef Light), est un phare sur pilotis situé à l'est de Key Largo, dans le comté de Monroe en Floride.
Il est inscrit au Registre national des lieux historiques depuis le 31 octobre 1984 sous le n° 84000199.

## Histoire
Cette zone fut d'abord éclairée par un premier bateau-phare nommé Caesar à partir de 1825, et un second dix ans plus tard le Florida. Le Congrès des États-Unis a affecté des fonds pour un phare à Carysfort Reef dans les années 1840. C'était le troisième phare aux États-Unis. Son érection s'est avérée plus difficile que prévu. Le site était immergé, et le récif n’était pas solide. Les plans ont dû être modifiés en ajoutant de grandes plaques aux piles pour répartir le poids du phare sur une plus grande surface du récif. Lorsque le superviseur de la construction est décédé, le Corps du génie de l'armée des États-Unis a envoyé le lieutenant George Meade pour mener à bien le projet. Ce fut la première commande de Meade sur un projet de phare.
Le phare repose sur une fondation en pieux de fer avec une plate-forme et une tour pyramido-octogonale à claire-voie peinte en rouge. Ce phare, mis en service en 1852, était le plus ancien du type screw-pile lighthouse aux États-Unis jusqu'à sa mise hors service en 2015. Il doit son nom au HMS Carysfort, une frégate de la Royal Navy échouée sur ce récif en 1770.
En 2014 le phare a été désactivé et remplacé par une tourelle métallique à claire-voie de 12 m de haut, montée sur une plateforme carrée soutenue par des pieux. La nouvelle balise se trouve à environ 460 m au nord-est du phare historique et émet trois clignotements blancs toutes les 60 secondes
Le 1er février 2019, il a été annoncé que le phare serait donné gratuitement à tout organisme gouvernemental, éducatif, organisation à but non lucratif ou organisation de développement communautaire qui souhaiterait l'utiliser à des fins éducatives, récréatives, culturelles ou historiques et à des fins de conservation dans le cadre de la loi sur la préservation des phares historiques nationaux.

## Description
L'ancien phare  est une tour pyramido-octogonale métallique à claire-voie de 31 m de haut, avec une maison octogonale de gardien de deux étages sur sa plateforme centrale. La tour est totalement peinte en rouge foncé, à l'exception des toits de la lanterne et de la maison qui sont blancs.
La nouvelle balise émet, à une hauteur focale de 12 m, trois éclats blancs de par période de 60 secondes. Sa portée n'est pas connue. Il possède un transpondeur radar émettant la lettre C en code morse.
Identifiant : ARLHS : USA-143 ; USCG : ex-3-0945 (1-0945.1)- Admiralty : J2974 .

### Lien connexe
- Liste des phares en Floride